# Yann Goudy
Yann Goudy (ur. 7 listopada 1975 roku w Nantes) – francuski kierowca wyścigowy.

## Kariera
Goudy rozpoczął karierę w wyścigach samochodowych w 1995 roku od startów w klasie B Francuskiej Formuły 3, gdzie dwukrotnie stawał na podium, a raz na jego najwyższym stopniu. Z dorobkiem 56 punktów uplasował się tam na piątej pozycji w klasyfikacji generalnej. W późniejszych latach pojawiał się także w stawce Francuskiej Formuły 3, Sports Racing World Cup, 24-godzinnego wyścigu Le Mans, Włoskiej Formuły 3000, Formuły 3000, French GT Championship, Blancpain Endurance Series oraz European Le Mans Series.
W Formule 3000 Francuz wystartował podczas brazylijskiej rundy sezonu 2001 z ekipą Kid Jensen Racing. Jednak nigdy nie zdobywał punktów.